# Clinocera
Clinocera är ett släkte av tvåvingar. Clinocera ingår i familjen dansflugor.

## Dottertaxa tillClinocera, i alfabetisk ordning[1][2]
- Clinocera adesa
- Clinocera amarantha
- Clinocera amarilla
- Clinocera appalachia
- Clinocera appendiculata
- Clinocera aquatica
- Clinocera arizonica
- Clinocera arnaudi
- Clinocera attentuata
- Clinocera aucta
- Clinocera australiana
- Clinocera azorica
- Clinocera barbatula
- Clinocera biacuminata
- Clinocera bickeli
- Clinocera binotata
- Clinocera bipunctata
- Clinocera bivittata
- Clinocera borkenti
- Clinocera brevicauda
- Clinocera brunnea
- Clinocera bulbosa
- Clinocera caerulea
- Clinocera calabricae
- Clinocera capicola
- Clinocera cataractae
- Clinocera chaniae
- Clinocera chilamche
- Clinocera chilensis
- Clinocera collini
- Clinocera colombiana
- Clinocera coloradensis
- Clinocera conjuncta
- Clinocera cordillerana
- Clinocera cubatao
- Clinocera cucama
- Clinocera cummingi
- Clinocera cuspidata
- Clinocera dahli
- Clinocera daniellae
- Clinocera dieuzedei
- Clinocera dimidiata
- Clinocera disjuncta
- Clinocera ditaeniata
- Clinocera elapha
- Clinocera elongata
- Clinocera empodiata
- Clinocera evae
- Clinocera fallaciosa
- Clinocera femorata
- Clinocera fluviatilis
- Clinocera fonticola
- Clinocera fontinalis
- Clinocera frigida
- Clinocera fuscipennis
- Clinocera gressitti
- Clinocera guangdongensis
- Clinocera guttipennis
- Clinocera haemorrhoidalis
- Clinocera inermis
- Clinocera insularis
- Clinocera irrorata
- Clinocera isabellina
- Clinocera italiae
- Clinocera jalonae
- Clinocera lapazensis
- Clinocera lapponica
- Clinocera lecta
- Clinocera lineata
- Clinocera litanica
- Clinocera longicauda
- Clinocera longicercus
- Clinocera longifurca
- Clinocera lunata
- Clinocera lunatoides
- Clinocera lynebrgi
- Clinocera macdonaldi
- Clinocera maculata
- Clinocera madera
- Clinocera maderensis
- Clinocera madicola
- Clinocera marginesetosa
- Clinocera maroccana
- Clinocera marshalli
- Clinocera megalatantica
- Clinocera melanderi
- Clinocera meridana
- Clinocera mexicana
- Clinocera minutissima
- Clinocera miradorana
- Clinocera montana
- Clinocera monticola
- Clinocera multiseta
- Clinocera nadi
- Clinocera naomina
- Clinocera nigra
- Clinocera nigriscutata
- Clinocera nivalis
- Clinocera notialis
- Clinocera nudimana
- Clinocera nudipes
- Clinocera obunca
- Clinocera olivacea
- Clinocera orophila
- Clinocera pacifica
- Clinocera pani
- Clinocera parana
- Clinocera penai
- Clinocera peniscissa
- Clinocera pirata
- Clinocera plectrum
- Clinocera pokornyi
- Clinocera prasinata
- Clinocera queenslandica
- Clinocera rabacali
- Clinocera rainiericola
- Clinocera ramosa
- Clinocera riparia
- Clinocera rivalis
- Clinocera robinsoni
- Clinocera rubriventris
- Clinocera sabroskyi
- Clinocera sandaliae
- Clinocera schlinkerti
- Clinocera schnabli
- Clinocera schremmeri
- Clinocera schumanni
- Clinocera setitibia
- Clinocera setosa
- Clinocera sexmculata
- Clinocera sinclairi
- Clinocera sinensis
- Clinocera sinica
- Clinocera smithi
- Clinocera spinosa
- Clinocera stackelbergi
- Clinocera stagnalis
- Clinocera stigma
- Clinocera storai
- Clinocera sublineata
- Clinocera subplectrum
- Clinocera substagnalis
- Clinocera subtrunca
- Clinocera tenella
- Clinocera tetracuminata
- Clinocera tetrastyla
- Clinocera thompsoni
- Clinocera tibiella
- Clinocera trinotata
- Clinocera tripunctata
- Clinocera trunca
- Clinocera usambarica
- Clinocera vaillanti
- Clinocera wallowa
- Clinocera varipennis
- Clinocera velutina
- Clinocera wesmaeli
- Clinocera woodi
- Clinocera wui
- Clinocera yahfoufana
- Clinocera zwicki